# Strävticka
Strävticka (Antrodiella hoehnelii) är en svampart som först beskrevs av Giacopo Bresàdola, och fick sitt nu gällande namn av Tuomo Niemelä 1982. Strävtickan ingår i släktet Antrodiella,  och familjen Phanerochaetaceae. Arten är reproducerande i Sverige. Inga underarter finns listade.
Dyntaxa rekommenderar det vetenskapliga namnet Antrodiella serpula för denna art.